# Ramona Bădescu
Ramona Bădescu (n. 29 noiembrie 1968, Craiova, România) este o actriță română care trăiește în Italia. A practicat și modellingul, iar din 2008 a intrat și în politică.

## Biografie
Născută în 1968 în România, este licențiată în Economie și Comerț și locuiește în Italia din 1990. Pe lângă limba maternă, vorbește fluent italiana, franceza și engleza. Din 1996, după căsătoria cu un avocat roman, a devenit și cetățean italian.
Ea a candidat la alegerile municipale din 2008 de Roma, dar nu a fost aleasă. A fost nominalizată de primarul Gianni Alemanno pentru postul de consilier pentru relațiile cu comunitatea românească, pentru a studia formele de integrare între cele două popoare. Misiunea se realizează gratuit.
La 51 de ani a avut un fiu; descoperise că a rămas însărcinată pe cale naturală când era pe cale să încerce fertilizarea asistată.

## Teatru
- La presidentessa (1997)
- Giochi d'angelo (2001)
- I menecmi (2001)
- Tutte pazze per Silvio (2002)
- Uomini sull'orlo di una crisi di nervi (2002)
- Le magie del Moulin Rouge - Musical Romantico – musical (2007-2008)

## Cinema
- Parenti serpenti, regizat de Mario Monicelli (1992)
- Teste rasate, regizat de Claudio Fragasso (1993)
- Le nuove comiche, regizat de Neri Parenti (1994)
- Chiavi in mano, regizat de Mariano Laurenti (1996)
- Paparazzi, regizat de Neri Parenti (1998)
- Alex l'ariete, regizat de Damiano Damiani (2000)
- Bibo per sempre, regizat de Enrico Coletti (2000)
- Caruso, zero in condotta, regizat de Francesco Nuti (2001)
- Gli eroi di Podrute, regizat de Mauro Curreri (2006)